# Federico Berrueto Ramón
Federico Berrueto Ramón (Sabinas, Coahuila; 2 de octubre de 1900 - Saltillo, Coahuila; 13 de enero de 1980) fue un destacado profesor, educador, historiador y político mexicano.

## Inicios
Nació el 2 de octubre de 1900 en el Mineral de San Felipe, antes congregación del municipio de Juárez, y actualmente del de Sabinas; fue hijo de Eliseo Berrueto Parga y de Francisca Ramón Sánchez. La educación primaria la cursó en San Felipe y en Sabinas, y siendo muy joven se trasladó con su familia a Nava, donde trabajó en actividades agrícolas y de molienda de trigo.
Obtuvo una beca por el gobierno del estado, a través del profesor Rafael Castro, con la cual asistió a la Escuela Normal del Estado en Saltillo, recibiéndose de profesor de educación primaria en junio de 1921. Desempeñó su primer trabajo profesional en la Escuela Miguel López de Saltillo, y ya en 1923, era catedrático de la Escuela Normal.

## Matrimonio e hijos
El profesor Berrueto Ramón contrajo matrimonio en 1927 con la también profesora Luz María González Güitrón. La pareja tuvo 3 hijos: Ariel, Arturo y Alicia Berrueto González.

## Labor educativa
En 1925 fue designado director de Educación en el Estado, y a su vez, director de la Escuela Normal, siendo en esta institución que Berrueto Ramón reformó el plan de estudios, para adecuarlo a la filosofía de la educación mexicana, implantó las cátedras de Filosofía de la Educación, Historia de la Revolución Mexicana, Sociología General, Ciencia de la Educación e Investigación Pedagógica.
Creó, junto con el profesor José Flores Padilla, el Departamento de Psicología Experimental y Aplicada para colocar a la Normal de Coahuila a la vanguardia de la materia. Organizó el consejo Cosultivo y Ejecutivo en el que intervinieron alumnos y maestros, iniciándose así la democrtización de la educación normal coahuilense. Expidió la primera Ley de Eduacaión Rural en todo el país y creó el seguro del maestro, así como el primer organismo sindical del magisterio, antecedente inmediato del actual SNTE. Su carrera de catedrático se prolongó hasta 1976.
Fue catedrático fundador de la Escuela Normal Superior del Estado, y maestro de la escuela preparatoria Dr. Mariano Narváez y de la ahora UAAAN. Destacó la necesidad de que el maestro dominara, además de los aspectos pedagógicos, los que corresponden a la sociología y a la economía, tratando con ello de formar líderes al servicio de la comunidad.
Fue subsecretario general de Educación en el país de 1963 1969; impulsó el desarrollo educativo de Coahuila apoyando la labor del Instituto Tecnológico de Saltillo y la fundación del de La Laguna, y la creación de 25 escuelas secundarias técnico agropecurias. Durante esta gestión decidió, en coordinación con el Gobierno del Estado, que los municipios ya no vieran crecer la nómina mgisterial absorbiendo el Gobierno Federal los incrementos correspondientes.
Formó parte de la Comisión Nacional del Libro de Texto Gratuito de la SEP. Activo impulsor de la cultura, promovió la corresponsalía de Coahuila del Seminario de Cultura Mexicana y la Sociedad Mexicana de Geografía y Estadística. Fomentó la creación de las Casas de la Cultura. Fue creador y primer presidente del Colegio Coahuilense de Investigaciones Históricas.  

## Forjador de maestros
La más grande pasión de su vida fue la educación, a la que sirvió incansablemente armado de una cultura superior y un firme carácter. Forjó a decenas de generciones de maestros bien informados de sus responsabilidades sociales, entre los que destaacaron: José Santos Valdés, Fortunato Gutiérrez, Amelia Vitela, Estela Barragán, Lucía Teissier, Carlos Abedrop, Arturo Ruiz Higuera, Jesús Alfonso Arreola, entre otros. 

## Actividad literaria
Poseedor de una magisterial pluma, Federico Berrueto Ramón cultivó la poesía, el ensayo y la historiografía. También fue orador y conferencista. Su fecunda producción incluye:
- Once poetas de la Nueva Extremadura (con la participación de los poetas Jesús Flores Aguirre y Otilio González, entre otros).
- En defensa de un soldado mexicano.
- Abraham Lincoln.
- Entraña y voz de López Velarde.
- Santiago Vidaurri y el Estado de Coahuila y Nuevo León.
- La vertiente de la sangre y el tiempo.
- La guerra de tres años, 1861.
- El año terrible, 1862.
- El año de la gloria y de la muerte.
- Aureliano J. Mijares.
- Presencia guerrillera.
- Memorias.
- Discursos.

Y la mejor biografía que se ha escrito del general Ignacio Zaragoza, editada por la Secretaría de Gobernación con motivo de la Batalla de Puebla.

## Actividad política
Maestro de firmes convicciones liberales, Berrueto Ramón, a los 20 años, organizó junto con Casiano Campos, a los mineros de la Región Carbonífera en su lucha contra las compañías extranjeras, razón por la cual fue preso durante 60 días en la ciudad de Monclova.
Fue diputado local, diputado federal por la XL Legislatura, y senador por su Estado entre 1958 y 1964. En 1929 formó parte de la Asamblea Constitutiva del Partido Nacional Revolucionario en Querétaro. Fue presidente, en cuatro ocasiones, del Comité Estatal de su partido político y delegado del mismo en seis entidades del país.

## Reconocimientos
La Escuela Normal designó al profesor Berrueto Ramón "Maestro Emérito". Por su destacada trayectoria recibió homenajes y reconocimientos de las autoridades federales y estatales. Le fue entregada la Medalla Ignacio M. Altamirano por sus 50 años de servicio a la educación, recibiéndola de manos del presidente de la República, lic. Luis Echeverría Álvarez.
También le fue concedida la medalla Maestro Emérito por el R. Ayuntamiento de Puebla; medalla otorgada por la Asociación de Periodistas de Saltillo y una condecoración entregada por el gobierno de Coahuila con motivo del cincuentenario de la Escuela Normal en 1944. Fue designado miembro de la Cámara de Honor del Supremo Consejo Masónico, la más alta distinción que esta orden otorga en México. Fue declarado Guardián del Credo Juarista en Saltillo.

## Homenajes y valoración
Escuelas de Coahuila y del Distrito Federal, en un permanente homenaje, llevan el nombre del maestro Berrueto Ramón, quien por su estatura moral y cultural es ejemplo para la juventud coahuilense. Su nombre también lo llevan sociedades de alumnos de instituciones educativas, bibliotecas, colonias y logias masónicas, así como asociaciones de maestros coahuilenses en el D.F. 
Aunque en vida recibió múltiples reconocimientos, el más significativo es aquel que lo recuerda como el hombre que da cauce al sentido social de la educación coahuilense y mexicana.
En la calle de Miguel Ramos Arizpe, en el centro histórico de Saltillo está ubicada una escuela con su mismo nombre con una alta demanda.

## Fallecimiento
El profesor Berrueto Ramón falleció el 13 de enero de 1980; el gobierno del Estado acordó que fuese sepultado en la  Rotonda de Coahuilenses Distinguidos, en el Panteón de Santiago de la ciudad de Saltillo.